# Установка (психология)
Установка — конкретное состояние целостного субъекта, его модус, определённую психофизиологическую организацию, его модификацию в той или иной конкретной ситуации, готовность к совершению определённой деятельности, направленность на удовлетворение актуальной потребности.
Явление открыто немецким психологом Л. Ланге (L. Lange, 1888); общепсихологическая теория установки на основе многочисленных экспериментальных исследований разработана Д. Н. Узнадзе и его школой (1956). Наряду с простейшими установками выделяют более сложные социальные установки, ценностные ориентации личности и т. п.

## Развитие теории установки
Теория установки Узнадзе зародилась и развивалась как теория, описывающая одну из форм неосознаваемой нервной деятельности. Он пытался объяснить явление восприятия как отражения действительности и поведение живого существа. Постепенно становилось очевидным, что рассматриваемые теорией установки факты и закономерности по своей природе общепсихологические. Поэтому теория установки стала претендовать на роль общепсихологической концепции.

### Уточнение термина Установка
Установка имеет трёхчастную структуру: 1) аффективный компонент (чувственный образ); 2) поведенческий компонент (действия по отношению к предмету оценивания); 3) когнитивный компонент.
Ученики Д. Н. Узнадзе Т. Т. Иосебадзе, Т. Ш. Иосебадзе характеризуют установку как «конкретное состояние целостного субъекта, его модус, определённую психофизиологическую организацию, его модификацию в той или иной конкретной ситуации, готовность к совершению определённой деятельности, направленность на удовлетворение актуальной потребности. Являясь отражением субъективного (внутреннего) и объективного (внешнего), а также будучи целостным состоянием субъекта, установка предстаёт в качестве опосредствованного звена, „принципа связи“ как между отдельными его состояниями, функциями, элементами (в интрасубъектной сфере), так и между этими последними (или же целостным субъектом) и транссубъектной реальностью. Установка содержит не только „каузальный“ (побуждение к деятельности, потребность), но и „целеподобный“ момент в виде общей проспективной неразвёрнутой модели будущей деятельности, своеобразно отражающей её конечный результат. Следовательно, установка как модификация целостного индивида, определяемая субъективным (внутренним — актуальная потребность, прошлый опыт, в его широком понимании, особенности данного индивида) и объективным (внешним — конкретная ситуация) факторами, отражает не только настоящее и прошлое, но и будущее».
Несколько более чёткую позицию в данном вопросе занимает Ш. Н. Чхартишвили, разделяя установку на два типа: фиксированную и первичную. Они легко дифференцируются друг от друга, имеют разные свойства и функции. Также в данном направлении работал Шенцев.

### Дополнительные понятия
Благодаря таким признакам как „двусторонняя детерминация“, „принцип связи“, „динамичность“ и в то же время „определенная устойчивость“, „целостность“ и т. д. установка в данном понимании больше соответствует роли системообразующего фактора, чем такие понятия как „цель“, „задача“, „мотив“ и т. д. (претендующие на эту роль). Понятие „установка“ следует рассматривать не как вообще отношение, позицию к какому-либо предмету, явлению, человеку, а как диспозицию — готовность к определённому поведению в конкретной ситуации. Это понятие выражает конкретную связь между внутренним и внешним. Поэтому мы можем иметь один, например, отрицательный аттитюд к какому-нибудь человеку, но множество (возможно, даже исключающих друг друга) установок по отношению к этому индивиду для различных конкретных ситуаций (вспомним известный парадокс Ла Пьера, когда хозяин одной гостиницы, имея отрицательный аттитюд к китайцам, всё же принимал их в своей гостинице). Таким образом, наличия какого-либо аттитюда недостаточно для того, чтобы имело место соответствующее ему поведение в данной конкретной ситуации, тогда как в подобном случае соответствующая установка непременно гарантирует свою реализацию (если только ситуация в её психологическом смысле не изменена).»
М. Рокич провёл различие между установками и ценностями: ценность характеризует веру в общее понятие, которое может относиться к нескольким конкретным объектам и ситуациям, в то время как установка — это набор верований, которые относятся к одному объекту или ситуации.
Понятие установки разрабатывается и в неакадемических направлениях в психологии и других антропопрактиках. В частности, в рамках ментального подхода. Установки в ментальном подходе — это те убеждения, которые обрели внутреннюю устойчивую форму, даже если они не выражены какими-то конкретными одинаковыми словами, не имеют каких-то жёстких, пусть и внутренних, формулировок, которыми человек думает, тем не менее, это существующие некоторые исходные посылки.

### Виды установок
Различаются два вида установок: общая и дифференцированная. Общая установка возникает в отношении больших классов явлений, дифференцированная — по отношению к отдельным объектам. Установка лежит в основе целостности и последовательности поведения человека, определяет норму его реакции. 
Установки могут быть связаны с различными компонентами деятельности. Смысловые установки определяют личностный смысл конкретных объектов, явлений, готовность действовать по отношению к значимому объекту определённым образом. 
Целевые установки обеспечивают устойчивую направленность действий, они выражаются в тенденции к завершению действия при любых обстоятельствах, что иногда может привести к негибкости поведения. 
Операционные установки обеспечивают психофизиологическую преднастройку индивида на совершение действия определёнными способами, последовательной системой привычных операций с использованием привычных для человека средств.
Виды установок: 1 — социальная — готовность к восприятию и к действию в определённом ключе; 2 — моторная — готовность к действию; 3 — сенсорная — готовность воспринимать; 4 — умственная — готовность к определённым стереотипам мышления; 5 — диффузная — установка, сформированная субъектом при однократной встрече с объектом, явлением.

### Установка в теории Карла Юнга
В сущности, установка есть явление индивидуальное и не укладывается в рамки научного подхода. Но в опыте можно различать известные типические установки, поскольку различаются также и психические функции. Если какая-нибудь функция обычно преобладает, то из этого возникает типическая установка. Смотря по роду дифференцированной функции возникают констелляции содержаний, которые и создают соответствующую установку. Так, существует типическая установка человека мыслящего, чувствующего, ощущающего и интуитивного.

## Связь понятия установка с другими психологическими феноменами
Глубинные механизмы функционирования многих психологических проявлений тесно связаны с концепцией установки. Так, предубеждение, или понятие «свой-чужой» опираются на подсознательно сформировавшуюся у человека внутреннюю норму. От этой нормы идёт обычно неосознаваемый отсчёт наблюдаемого «отклонения» — то есть оценка ситуации, как нормальной или девиантной (патологической, враждебной и т. п.). Феномен установки объясняет как смещаемость внутреннего эталона, которая обеспечивает способность человека адаптироваться к изменяющимся социальным и психологическим условиям среды, так и такие явления, как предубеждение, ксенофобия, национализм.

### Установка и трансформация понятия бессознательное
Со временем в работах учеников Д. Н. Узнадзе отчасти трансформировалось и понятие бессознательного. В статье Ф. В. Бассина, А. С. Прангишвили, А. Е. Шерозия читаем: «бессознательное — это понятие во всяком случае гораздо более широкое, чем „психологическая установка“. Неоспоримо, что в ряду форм конкретного выражения неосознаваемой психической деятельности психологическим установкам отводится очень важное место». Эта мысль более конкретно выражена в работе А. Е. Шерозия, который следующим образом резюмирует свою позицию: "Интерпретируя теорию неосознаваемой психической установки, мы опираемся на трёхчленную схему анализа человеческой психики «установка — сознание — бессознательное психическое», вместо двучленной «установка — сознание». Таким образом, А. Е. Шерозия не отождествляет установку и бессознательное психическое, считая их отдельными, но взаимосвязанными реалиями. При этом установка, по А. Е. Шерозия, выполняет функцию связи между (а) психическим и транспсихическим, (б) отдельными сознательными психическими актами и (в) сознательными и бессознательными психическими процессами. Однако при таком толковании, да и при других интерпретациях, объявление установки в качестве психической реальности, как нам кажется, является, по меньшей мере, непоследовательным шагом. А. Е. Шерозия утверждает, что связь между сознательно-психическим и бессознательным психическим опосредуется установкой, которая им объявляется психической реальностью.
Обычно чем сильнее эмоциональная реакция после события, тем сильнее закрепляется установка.